# Availles-Thouarsais
Availles-Thouarsais è un comune francese di 222 abitanti situato nel dipartimento delle Deux-Sèvres nella regione della Nuova Aquitania.

## Società

### Evoluzione demografica
Abitanti censiti